# Giyanti (Rowokele)
Giyanti is een bestuurslaag in het regentschap Kebumen van de provincie Midden-Java, Indonesië. Giyanti telt 5121 inwoners (volkstelling 2010).